# Federação Norteriograndense de Futsal
La Federação Norteriograndense de Futsal (conosciuta con l'acronimo di FNFS) è un organismo brasiliano che amministra il calcio a 5 nella versione FIFA per lo stato del Rio Grande do Norte.
Tra le più antiche del Brasile essendo stata fondata il 31 ottobre 1957, la FNFS ha sede nel capoluogo atal ed ha come presidente Clovis Gomes da Costa Filho. La sua selezione non ha mai vinto il Brasileiro de Seleções de Futsal, ha collezionato due terzi posti nel 1961 e 1965, che sono i migliori piazzamenti della sua storia.